# Hollihaka
Le quartier de Hollihaka (en finnois : Hollihaan kaupunginosa) est  un  quartier du district central de la ville d'Oulu en Finlande.

## Description
Le quartier compte 2 567 habitants (31.12.2018).
Hollihaka est limité par l'estuaire du  fleuve Oulujoki à l'ouest, le quartier de Vanhatulli au nord, le quartier de Leveri à l'Est et le quartier de Nuottasaari au sud.

## Galerie

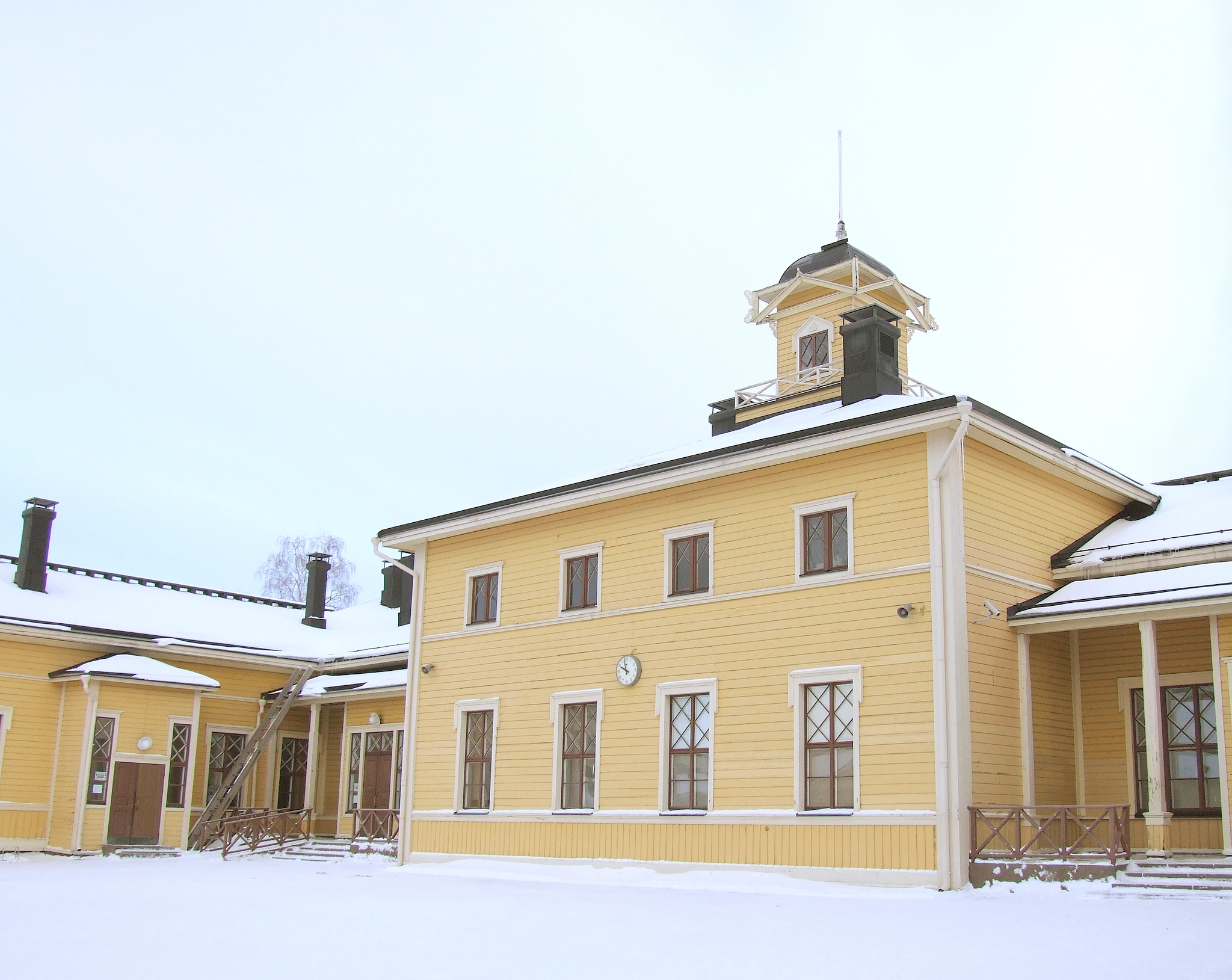
École de Heinätori.
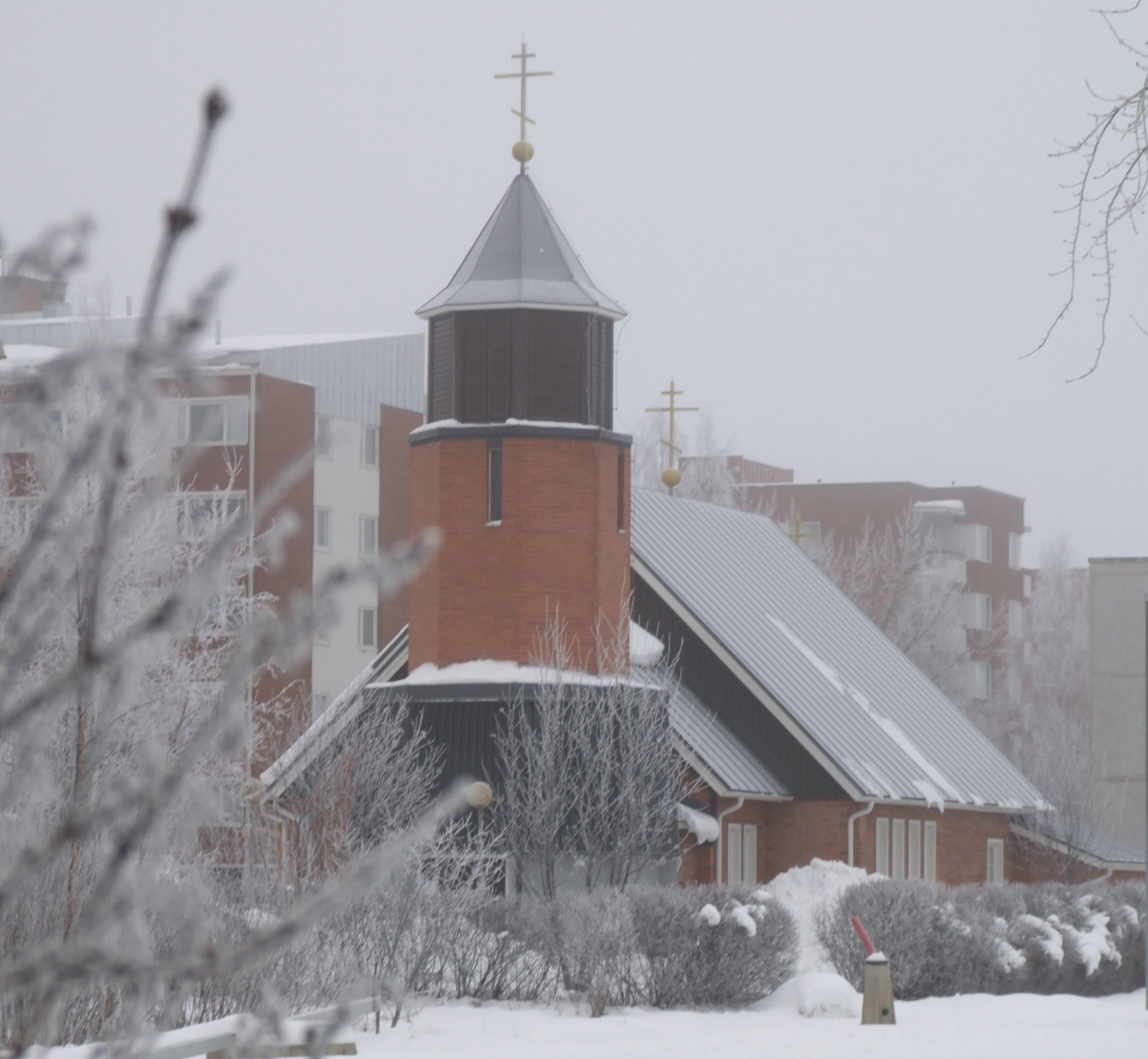
Cathédrale de la Sainte-Trinité d'Oulu
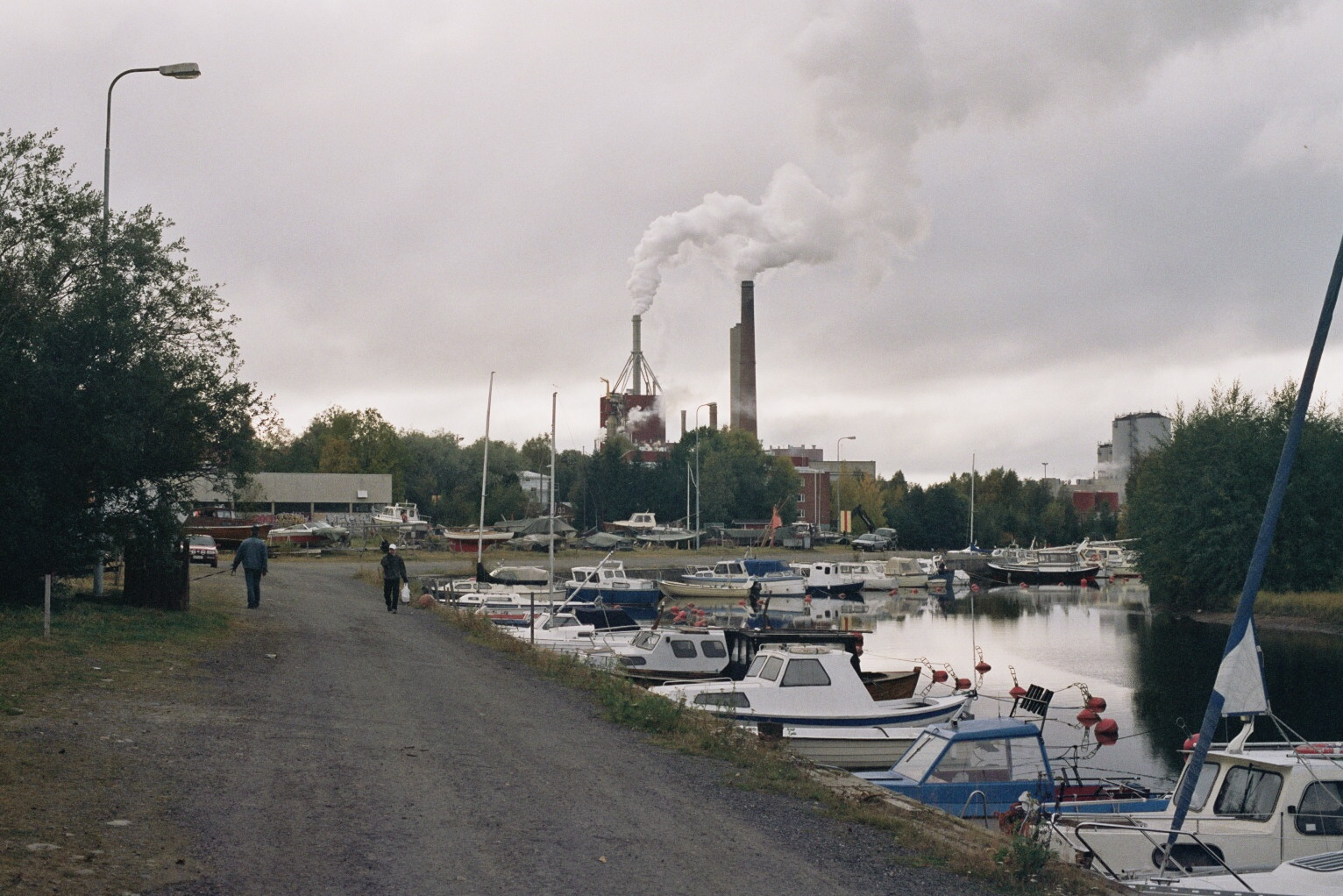
Port de plaisance de Hollihaka.
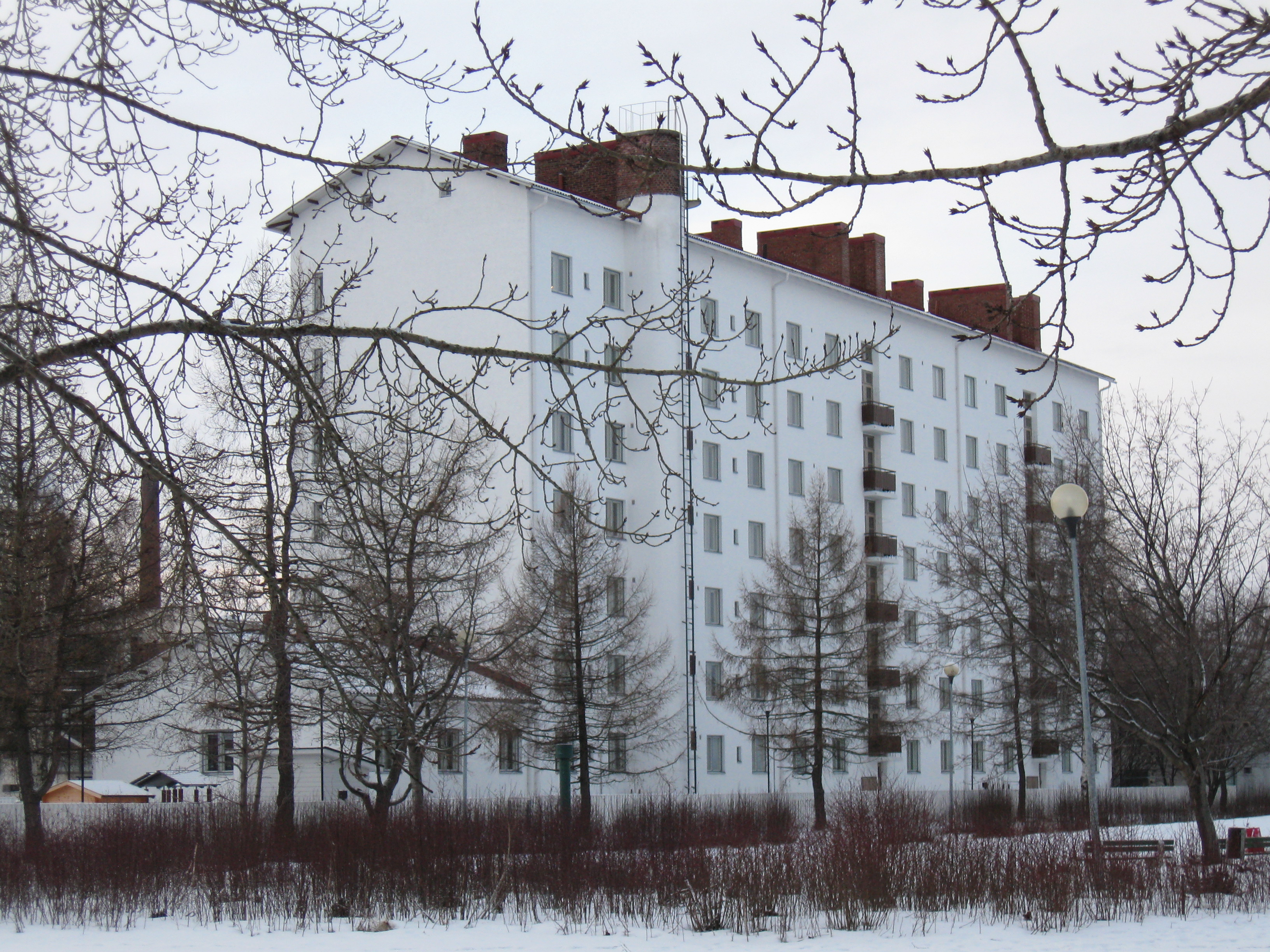
Port de plaisance de Hollihaka.